# Euplexia pectinata
Euplexia pectinata är en fjärilsart som beskrevs av W. Warren 1888. Euplexia pectinata ingår i släktet Euplexia och familjen nattflyn. Inga underarter finns listade i Catalogue of Life.